# Saison 2017-2018 des Capitals de Washington
Autres saisons
La saison 2017-2018 est la 44e saison de hockey sur glace jouée par les Capitals de Washington dans la Ligue nationale de hockey.

## Pré-saison
Ce tableau reprend les résultats de l'équipe au cours de la pré-saison, les buts marqués par les Capitals étant inscrits en premier.
| No | Date         | Résultat | Adversaire                | Lieu        | Score |
| -- | ------------ | -------- | ------------------------- | ----------- | ----- |
| 1  | 18 septembre | défaite  | Devils du New Jersey      | New Jersey  | 1-4   |
| 1  | 20 septembre | victoire | Canadiens de Montréal     | Montréal    | 4-2   |
| 1  | 22 septembre | défaite  | Blues de Saint-Louis      | Washington  | 0-4   |
| 1  | 23 septembre | défaite  | Hurricanes de la Caroline | Washington  | 1-4   |
| 1  | 27 septembre | défaite  | Devils du New Jersey      | Washington  | 1-4   |
| 1  | 29 septembre | défaite  | Hurricanes de la Caroline | Raleigh     | 1-3   |
| 1  | 1er octobre  | victoire | Blues de Saint-Louis      | Saint-Louis | 4-3   |

## Saison régulière

### Classement
| Clt   | Équipe                    | PJ | V  | D  | DP | BP  | BC  | Pts |
| ----- | ------------------------- | -- | -- | -- | -- | --- | --- | --- |
| +001, | Capitals de Washington    | 82 | 49 | 26 | 7  | 259 | 239 | 105 |
| +002, | Penguins de Pittsburgh    | 82 | 47 | 29 | 6  | 272 | 250 | 100 |
| +003, | Flyers de Philadelphie    | 82 | 42 | 26 | 14 | 251 | 243 | 98  |
| +001, | Blue Jackets de Columbus  | 82 | 45 | 30 | 7  | 242 | 230 | 97  |
| +002, | Devils du New Jersey      | 82 | 44 | 29 | 9  | 248 | 244 | 97  |
| +004, | Hurricanes de la Caroline | 82 | 36 | 35 | 11 | 228 | 256 | 83  |
| +005, | Islanders de New York     | 82 | 35 | 37 | 10 | 264 | 296 | 80  |
| +006, | Rangers de New York       | 82 | 34 | 39 | 9  | 231 | 268 | 77  |

- En gras et en italique : vainqueur de division
- En gras : qualifié pour les séries
- En italique : repêchée en tant que 7e ou 8e de l'association

### Match après match
Ce tableau reprend les résultats de l'équipe au cours de la saison, les buts marqués par les Capitals étant inscrits en premier.
| No | Date        | Résultat                | Adversaire                | Lieu         | Score | Bilan (V-D-N) | Pts |
| -- | ----------- | ----------------------- | ------------------------- | ------------ | ----- | ------------- | --- |
| 1  | 5 octobre   | victoire                | Sénateurs d'Ottawa        | Ottawa       | 5-4   | 1-0-0         | 2   |
| 2  | 7 octobre   | victoire                | Canadiens de Montréal     | Washington   | 6-1   | 2-0-0         | 4   |
| 3  | 9 octobre   | défaite en prolongation | Lightning de Tampa Bay    | Tampa        | 3-4   | 2-0-1         | 5   |
| 4  | 11 octobre  | défaite                 | Penguins de Pittsburgh    | Washington   | 2-3   | 2-1-1         | 5   |
| 5  | 13 octobre  | victoire                | Devils du New Jersey      | Newark       | 5-2   | 3-1-1         | 7   |
| 6  | 14 octobre  | défaite                 | Flyers de Philadelphie    | Philadelphie | 2-8   | 3-2-1         | 7   |
| 7  | 17 octobre  | défaite                 | Maple Leafs de Toronto    | Washington   | 0-2   | 3-3-1         | 7   |
| 8  | 20 octobre  | victoire                | Red Wings de Détroit      | Détroit      | 4-3   | 4-3-1         | 9   |
| 9  | 21 octobre  | défaite                 | Panthers de la Floride    | Washington   | 1-4   | 4-4-1         | 9   |
| 10 | 26 octobre  | défaite                 | Canucks de Vancouver      | Vancouver    | 2-6   | 4-5-1         | 9   |
| 11 | 28 octobre  | victoire                | Oilers d'Edmonton         | Edmonton     | 5-2   | 5-5-1         | 11  |
| 12 | 29 octobre  | défaite                 | Flames de Calgary         | Calgary      | 1-2   | 5-6-1         | 11  |
| 13 | 2 novembre  | victoire                | Islanders de New York     | Washington   | 4-3   | 6-6-1         | 13  |
| 14 | 4 novembre  | victoire                | Bruins de Boston          | Boston       | 3-2   | 7-6-1         | 15  |
| 15 | 6 novembre  | victoire                | Coyotes de l'Arizona      | Washington   | 3-2   | 8-6-1         | 17  |
| 16 | 7 novembre  | défaite                 | Sabres de Buffalo         | Buffalo      | 1-3   | 8-7-1         | 17  |
| 17 | 10 novembre | victoire                | Penguins de Pittsburgh    | Washington   | 4-1   | 9-7-1         | 19  |
| 18 | 12 novembre | victoire                | Oilers d'Edmonton         | Washington   | 2-1   | 10-7-1        | 21  |
| 19 | 14 novembre | défaite                 | Predators de Nashville    | Nashville    | 3-6   | 10-8-1        | 21  |
| 20 | 16 novembre | défaite                 | Avalanche du Colorado     | Denver       | 2-6   | 10-9-1        | 21  |
| 21 | 18 novembre | victoire                | Stars du Minnesota        | Washington   | 3-1   | 11-9-1        | 23  |
| 22 | 20 novembre | défaite                 | Flames de Calgary         | Washington   | 1-4   | 11-10-1       | 23  |
| 23 | 22 novembre | victoire                | Sénateurs d'Ottawa        | Washington   | 5-2   | 12-10-1       | 25  |
| 24 | 24 novembre | victoire                | Lightning de Tampa Bay    | Washington   | 3-1   | 13-10-1       | 27  |
| 25 | 25 novembre | victoire                | Maple Leafs de Toronto    | Toronto      | 4-2   | 14-10-1       | 29  |
| 26 | 30 novembre | défaite                 | Kings de Los Angeles      | Washington   | 2-5   | 14-11-1       | 29  |
| 27 | 2 décembre  | victoire                | Blue Jackets de Columbus  | Washington   | 4-3   | 15-11-1       | 31  |
| 28 | 4 décembre  | victoire                | Sharks de San José        | Washington   | 4-1   | 16-11-1       | 33  |
| 29 | 6 décembre  | victoire                | Blackhawks de Chicago     | Washington   | 6-2   | 17-11-1       | 35  |
| 30 | 8 décembre  | victoire                | Rangers de New York       | Washington   | 4-2   | 18-11-1       | 37  |
| 31 | 11 décembre | défaite                 | Islanders de New York     | New York     | 1-3   | 18-12-1       | 37  |
| 32 | 12 décembre | victoire                | Avalanche du Colorado     | Washington   | 5-2   | 19-12-1       | 39  |
| 33 | 14 décembre | victoire                | Bruins de Boston          | Boston       | 5-3   | 20-12-1       | 41  |
| 34 | 16 décembre | victoire                | Ducks d'Anaheim           | Washington   | 3-2   | 21-12-1       | 43  |
| 35 | 19 décembre | victoire                | Stars de Dallas           | Dallas       | 4-3   | 22-12-1       | 45  |
| 36 | 22 décembre | défaite en prolongation | Coyotes de l'Arizona      | Glendale     | 2-3   | 22-12-2       | 46  |
| 37 | 23 décembre | défaite                 | Golden Knights de Vegas   | Las Vegas    | 0-3   | 22-13-2       | 46  |
| 38 | 27 décembre | défaite en fusillade    | Rangers de New York       | New York     | 0-1   | 22-13-3       | 47  |
| 39 | 28 décembre | victoire                | Bruins de Boston          | Washington   | 4-3   | 23-13-3       | 49  |
| 40 | 30 décembre | victoire                | Devils du New Jersey      | Washington   | 5-2   | 24-13-3       | 51  |
| 41 | 2 janvier   | victoire                | Hurricanes de la Caroline | Raleigh      | 5-4   | 25-13-3       | 53  |
| 42 | 7 janvier   | victoire                | Blues de Saint-Louis      | Washington   | 4-3   | 26-13-3       | 55  |
| 43 | 9 janvier   | victoire                | Canucks de Vancouver      | Washington   | 3-1   | 27-13-3       | 57  |
| 44 | 11 janvier  | défaite                 | Hurricanes de la Caroline | Washington   | 1-3   | 27-14-3       | 57  |
| 45 | 12 janvier  | victoire                | Hurricanes de la Caroline | Raleigh      | 4-3   | 28-14-3       | 59  |
| 46 | 18 janvier  | défaite en prolongation | Devils du New Jersey      | Newark       | 3-4   | 28-14-4       | 60  |
| 47 | 19 janvier  | défaite                 | Canadiens de Montréal     | Washington   | 2-3   | 28-15-4       | 60  |
| 48 | 21 janvier  | défaite en prolongation | Flyers de Philadelphie    | Washington   | 1-2   | 28-15-5       | 61  |
| 49 | 25 janvier  | victoire                | Panthers de la Floride    | Sunrise      | 4-2   | 29-15-5       | 63  |
| 50 | 31 janvier  | victoire                | Flyers de Philadelphie    | Washington   | 5-3   | 30-15-5       | 65  |
| 51 | 2 février   | défaite                 | Penguins de Pittsburgh    | Pittsburgh   | 4-7   | 30-16-5       | 65  |
| 52 | 4 février   | défaite                 | Golden Knights de Vegas   | Washington   | 3-4   | 30-17-5       | 65  |
| 53 | 6 février   | victoire                | Blue Jackets de Columbus  | Columbus     | 3-2   | 31-17-5       | 67  |
| 54 | 9 février   | victoire                | Blue Jackets de Columbus  | Washington   | 4-2   | 32-17-5       | 69  |
| 55 | 11 février  | défaite en prolongation | Red Wings de Détroit      | Washington   | 4-5   | 32-17-6       | 70  |
| 56 | 13 février  | défaite en prolongation | Jets de Winnipeg          | Winnipeg     | 3-4   | 32-17-7       | 71  |
| 57 | 15 février  | victoire                | Stars du Minnesota        | Saint Paul   | 5-2   | 33-17-7       | 73  |
| 58 | 17 février  | défaite                 | Blackhawks de Chicago     | Chicago      | 1-7   | 33-18-7       | 73  |
| 59 | 19 février  | victoire                | Sabres de Buffalo         | Buffalo      | 3-2   | 34-18-7       | 75  |
| 60 | 20 février  | défaite                 | Tampa Bay                 | Washington   | 2-4   | 34-19-7       | 75  |
| 61 | 22 février  | défaite                 | Panthers de la Floride    | Sunrise      | 2-3   | 34-20-7       | 75  |
| 62 | 24 février  | victoire                | Sabres de Buffalo         | Washington   | 5-1   | 35-20-7       | 77  |
| 63 | 26 février  | défaite                 | Blue Jackets de Columbus  | Columbus     | 1-5   | 35-21-7       | 77  |
| 64 | 27 février  | victoire                | Sénateurs d'Ottawa        | Washington   | 3-2   | 36-21-7       | 79  |
| 65 | 3 mars      | victoire                | Maple Leafs de Toronto    | Washington   | 5-2   | 37-21-7       | 81  |
| 66 | 6 mars      | défaite                 | Ducks d'Anaheim           | Anaheim      | 0-4   | 37-22-7       | 81  |
| 67 | 8 mars      | défaite                 | Kings de Los Angeles      | Los Angeles  | 1-3   | 37-23-7       | 81  |
| 68 | 10 mars     | victoire                | Sharks de San José        | San José     | 2-0   | 38-23-7       | 83  |
| 69 | 12 mars     | victoire                | Jets de Winnipeg          | Washington   | 3-2   | 39-23-7       | 85  |
| 70 | 15 mars     | victoire                | Islanders de New York     | New York     | 7-3   | 40-23-7       | 87  |
| 71 | 16 mars     | victoire                | Islanders de New York     | Washington   | 6-3   | 41-23-7       | 89  |
| 72 | 18 mars     | défaite                 | Flyers de Philadelphie    | Philadelphie | 3-6   | 41-24-7       | 89  |
| 73 | 20 mars     | victoire                | Stars de Dallas           | Washington   | 4-3   | 42-24-7       | 91  |
| 74 | 22 mars     | victoire                | Red Wings de Détroit      | Détroit      | 1-0   | 43-24-7       | 93  |
| 75 | 24 mars     | victoire                | Canadiens de Montréal     | Montréal     | 6-4   | 44-24-7       | 95  |
| 76 | 26 mars     | victoire                | Rangers de New York       | New York     | 4-2   | 45-24-7       | 97  |
| 77 | 28 mars     | victoire                | Rangers de New York       | Washington   | 3-2   | 46-24-7       | 99  |
| 78 | 30 mars     | défaite                 | Hurricanes de la Caroline | Washington   | 1-4   | 46-25-7       | 99  |
| 79 | 1er avril   | victoire                | Penguins de Pittsburgh    | Pittsburgh   | 3-1   | 47-25-7       | 101 |
| 80 | 2 avril     | victoire                | Blues de Saint-Louis      | Saint-Louis  | 4-2   | 48-25-7       | 103 |
| 81 | 5 avril     | défaite                 | Predators de Nashville    | Washington   | 3-4   | 48-26-7       | 103 |
| 82 | 7 avril     | victoire                | Devils du New Jersey      | Washington   | 5-3   | 49-26-7       | 105 |

### Composition de l'équipe et statistiques
| Nom                  | Poste         | PJ | B  | A  | Pts | Pun | +/- | Commentaire                                         |
| -------------------- | ------------- | -- | -- | -- | --- | --- | --- | --------------------------------------------------- |
| Aleksandr Ovetchkine | Ailier gauche | 82 | 49 | 38 | 87  | 32  | 3   | Capitaine                                           |
| Ievgueni Kouznetsov  | Centre        | 79 | 27 | 56 | 83  | 48  | 3   |                                                     |
| Nicklas Bäckström    | Centre        | 81 | 21 | 50 | 71  | 46  | 5   |                                                     |
| John Carlson         | Défenseur     | 82 | 15 | 53 | 68  | 32  | 0   |                                                     |
| Timothy Oshie        | Ailier droit  | 74 | 18 | 29 | 47  | 31  | 2   |                                                     |
| Lars Eller           | Centre        | 81 | 18 | 20 | 38  | 38  | -6  |                                                     |
| Tom Wilson           | Ailier droit  | 78 | 14 | 21 | 35  | 187 | 10  |                                                     |
| Dmitri Orlov         | Défenseur     | 82 | 10 | 21 | 31  | 22  | 10  |                                                     |
| Matt Niskanen        | Défenseur     | 68 | 7  | 22 | 29  | 36  | 24  |                                                     |
| Brett Connolly       | Ailier droit  | 70 | 15 | 12 | 27  | 30  | -6  |                                                     |
| Jakub Vrána          | Ailier gauche | 73 | 13 | 14 | 27  | 12  | 2   |                                                     |
| André Burakovsky     | Ailier gauche | 56 | 12 | 13 | 25  | 27  | 3   |                                                     |
| Jay Beagle           | Centre        | 79 | 7  | 15 | 22  | 16  | 3   |                                                     |
| Alex Chiasson        | Ailier droit  | 61 | 9  | 9  | 18  | 26  | 1   |                                                     |
| Chandler Stephenson  | Centre        | 67 | 6  | 12 | 18  | 8   | 13  |                                                     |
| Devante Smith-Pelly  | Ailier droit  | 75 | 7  | 9  | 16  | 38  | -6  |                                                     |
| Christian Djoos      | Défenseur     | 63 | 3  | 11 | 14  | 10  | 13  |                                                     |
| Madison Bowey        | Défenseur     | 51 | 0  | 12 | 12  | 24  | -3  |                                                     |
| Brooks Orpik         | Défenseur     | 81 | 0  | 10 | 10  | 68  | -9  |                                                     |
| Jakub Jeřábek        | Défenseur     | 11 | 1  | 3  | 4   | 0   | -1  | Commence la saison avec les Canadiens de Montréal   |
| Taylor Chorney       | Défenseur     | 24 | 1  | 3  | 4   | 8   | 8   | Termine la saison avec les Blue Jackets de Columbus |
| Michal Kempný        | Défenseur     | 22 | 2  | 1  | 3   | 14  | 1   | Commence la saison avec les Blackhawks de Chicago   |
| Nathan Walker        | Ailier gauche | 7  | 1  | 0  | 1   | 4   | 1   | Termine la saison avec les Oilers d'Edmonton        |
| Shane Gersich (en)   | Ailier gauche | 3  | 0  | 1  | 1   | 0   | -1  |                                                     |
| Aaron Ness           | Défenseur     | 8  | 0  | 1  | 1   | 8   | 2   |                                                     |
| Travis Boyd          | Centre        | 8  | 0  | 1  | 1   | 2   | 2   |                                                     |
| Anthony Peluso       | Ailier droit  | 2  | 0  | 0  | 0   | 4   | 0   |                                                     |
| Liam O'Brien         | Centre        | 3  | 0  | 0  | 0   | 5   | 0   |                                                     |
| Tyler Graovac        | Centre        | 5  | 0  | 0  | 0   | 2   | -3  |                                                     |

| Nom              | PJ | V  | D  | Pr. | Min   | BC  | Moy  | %Arr | Bl |
| ---------------- | -- | -- | -- | --- | ----- | --- | ---- | ---- | -- |
| Philipp Grubauer | 35 | 15 | 10 | 3   | 1 865 | 73  | 2,35 | 92,3 | 3  |
| Braden Holtby    | 54 | 34 | 16 | 4   | 3 068 | 153 | 2,99 | 90,7 | 0  |

## Séries éliminatoires

### Premier tour contre les Blue Jackets de Columbus
| 12 avril | Washington | 3-4 (pr) (2-0, 0-1, 1-2, 0-1) | Columbus | Capital One Arena 18 506 spectateurs |

| Feuille de match | Feuille de match | Feuille de match            | Feuille de match | Feuille de match                                                    |
| ---------------- | --- | --------------------------- | --- | ------------------------------------------------------------------- |
|                  | Kouznetsov (Bäckström, Carlson) — 17 min 52 s (SN) Kouznetsov (Bäckström, Carlson) — 18 min 21 s (SN) Smith-Pelly (Vrána, Carlson) — 45 min 12 s | 1-0 2-0 2-1 2-2 3-2 3-3 3-4 | Wennberg (Jenner, Vanek) — 24 min 48 s Vanek (Dubois, Panarine) — 41 min 31 s (SN) Jones (Panarine, Atkinson) — 55 min 34 s (SN) Panarine (Cole, Dubois) — 66 min 2 s | Arbitrage : Trevor Hanson, Marc Joannette Trent Knorr, Jonny Murray |
| Grubauer         | Gardiens | Bobrovski                   | | Arbitrage : Trevor Hanson, Marc Joannette Trent Knorr, Jonny Murray |
| 8 min            | Pénalités | 21 min                      | | Arbitrage : Trevor Hanson, Marc Joannette Trent Knorr, Jonny Murray |
| 30               | Tirs | 27                          | | Arbitrage : Trevor Hanson, Marc Joannette Trent Knorr, Jonny Murray |

| 15 avril | Washington | 4-5 (pr) (2-1, 1-3, 1-0, 0-1) | Columbus | Capital One Arena 18 506 spectateurs |

| Feuille de match                            | Feuille de match | Feuille de match                    | Feuille de match | Feuille de match                                                                |
| ------------------------------------------- | --- | ----------------------------------- | --- | ------------------------------------------------------------------------------- |
|                                             | Beagle (Orpik, Jeřábek) — 2 min 12 s Ovetchkine (Carlson, Oshie) — 13 min 26 s (SN) Ovetchkine (Bäckström, Carlson) — 24 min 9 s (SN) Oshie (Bäckström, Carlson) — 56 min 25 s (SN) | 1-0 2-0 2-1 3-1 3-2 3-3 3-4 4-4 4-5 | Atkinson (Foligno) — 18 min 25 s Anderson (Werenski, Jones) — 28 min 49 s Atkinson (Panarine, Jones) — 31 min 13 s (SN) Werenski (Bjorkstrand, Panarine) — 38 min 52 s (SN) Calvert (Werenski, Anderson) — 72 min 22 s | Arbitrage : Steve Kozari, Brian Pochmara, Garrett Rank Devin Berg, Steve Barton |
| Grubauer (39 min 50 s) Holtby (32 min 15 s) | Gardiens | Bobrovski                           | | Arbitrage : Steve Kozari, Brian Pochmara, Garrett Rank Devin Berg, Steve Barton |
| 10 min                                      | Pénalités | 16 min                              | | Arbitrage : Steve Kozari, Brian Pochmara, Garrett Rank Devin Berg, Steve Barton |
| 58                                          | Tirs | 30                                  | | Arbitrage : Steve Kozari, Brian Pochmara, Garrett Rank Devin Berg, Steve Barton |

| 17 avril | Columbus | 2-3 (2 pr) (0-0, 1-2, 1-0, 0-0, 0-1) | Washington | Nationwide Arena 19 337 spectateurs |

| Feuille de match | Feuille de match                                                         | Feuille de match    | Feuille de match | Feuille de match                                                      |
| ---------------- | ------------------------------------------------------------------------ | ------------------- | --- | --------------------------------------------------------------------- |
|                  | Dubois (Panarine, Jones) — 31 min 18 s Panarine (Atkinson) — 44 min 12 s | 0-1 1-1 1-2 2-2 2-3 | Wilson (Niskanen, Ovetchkine) — 25 min 52 s Carlson (Bäckström, Ovetchkine) — 34 min 43 s (SN) Eller (Connolly, Smith-Pelly) — 89 min | Arbitrage : Dan O'Halloran, Kyle Rehman Matt MacPherson, Darren Gibbs |
| Bobrovski        | Gardiens                                                                 | Holtby              | | Arbitrage : Dan O'Halloran, Kyle Rehman Matt MacPherson, Darren Gibbs |
| 8 min            | Pénalités                                                                | 8 min               | | Arbitrage : Dan O'Halloran, Kyle Rehman Matt MacPherson, Darren Gibbs |
| 35               | Tirs                                                                     | 45                  | | Arbitrage : Dan O'Halloran, Kyle Rehman Matt MacPherson, Darren Gibbs |

| 19 avril | Columbus | 1-4 (0-1, 0-1, 1-2) | Washington | Nationwide Arena 19 395 spectateurs |

| Feuille de match | Feuille de match                | Feuille de match    | Feuille de match | Feuille de match                                                    |
| ---------------- | ------------------------------- | ------------------- | --- | ------------------------------------------------------------------- |
|                  | Jenner (Anderson) — 46 min 22 s | 0-1 0-2 0-3 1-3 1-4 | Wilson (Kouznetsov) — 6 min 16 s Oshie (Ovetchkine, Carlson) — 29 min 19 s Ovetchkine (Kouznetsov, Wilson) — 42 min 49 s Kouznetsov — 57 min 41 s (CV) | Arbitrage : Francis Charron, Brad Watson Jonny Murray, Ryan Gibbons |
| Bobrovski        | Gardiens                        | Holtby              | | Arbitrage : Francis Charron, Brad Watson Jonny Murray, Ryan Gibbons |
| 6 min            | Pénalités                       | 6 min               | | Arbitrage : Francis Charron, Brad Watson Jonny Murray, Ryan Gibbons |
| 24               | Tirs                            | 33                  | | Arbitrage : Francis Charron, Brad Watson Jonny Murray, Ryan Gibbons |

| 21 avril | Washington | 4-3 (pr) (1-1, 2-1, 0-1, 1-0) | Columbus | Capital One Arena 18 506 spectateurs |

| Feuille de match | Feuille de match | Feuille de match            | Feuille de match                                                                                   | Feuille de match                                                   |
| ---------------- | --- | --------------------------- | -------------------------------------------------------------------------------------------------- | ------------------------------------------------------------------ |
|                  | Bäckström (Stephenson, Kempný) — 13 min 22 s Kouznetsov (Orlov) — 23 min 21 s Oshie (Carlson, Bäckström) — 36 min 42 s (SN) Bäckström (Orlov, Stephenson) — 71 min 53 s | 0-1 1-1 2-1 2-2 3-2 3-3 4-3 | Calvert (Jones) — 10 min 8 s (IN) Calvert — 24 min 45 s Bjorkstrand (Cole, Wennberg) — 42 min 30 s | Arbitrage : Gord Dwyer, Chris Rooney Kiel Murchison, Scott Cherrey |
| Holtby           | Gardiens | Bobrovski                   | | Arbitrage : Gord Dwyer, Chris Rooney Kiel Murchison, Scott Cherrey |
| 10 min           | Pénalités | 8 min                       | | Arbitrage : Gord Dwyer, Chris Rooney Kiel Murchison, Scott Cherrey |
| 29               | Tirs | 42                          | | Arbitrage : Gord Dwyer, Chris Rooney Kiel Murchison, Scott Cherrey |

| 23 avril | Columbus | 3-6 (0-1, 1-2, 2-3) | Washington | Nationwide Arena 18 667 spectateurs |

| Feuille de match | Feuille de match                                                                                                | Feuille de match                    | Feuille de match | Feuille de match                                                      |
| ---------------- | --- | ----------------------------------- | --- | --------------------------------------------------------------------- |
|                  | Foligno (Murray, Cole) — 28 min 40 s Dubois (Calvert) — 42 min 25 s Foligno (Jenner, Bjorkstrand) — 48 min 22 s | 0-1 1-1 1-2 1-3 2-3 2-4 2-5 3-5 3-6 | Orlov (Niskanen, Stephenson) — 12 min 12 s Ovetchkine (Orpik, Djoos) — 32 min 50 s Ovetchkine (Carlson, Kouznetsov) — 38 min 23 s (SN) Smith-Pelly — 43 min 56 s Stephenson (Beagle, Orpik) — 45 min 30 s (IN) Eller (Beagle) — 59 min 46 s (CV) | Arbitrage : Jean Hebert, Dan O'Rourke Pierre Racicot, David Brisebois |
| Bobrovski        | Gardiens | Holtby                              | | Arbitrage : Jean Hebert, Dan O'Rourke Pierre Racicot, David Brisebois |
| 8 min            | Pénalités | 10 min                              | | Arbitrage : Jean Hebert, Dan O'Rourke Pierre Racicot, David Brisebois |
| 38               | Tirs | 28                                  | | Arbitrage : Jean Hebert, Dan O'Rourke Pierre Racicot, David Brisebois |

### Deuxième tour contre les Penguins de Pittsburgh
| 26 avril | Washington | 2-3 (1-0, 0-0, 1-3) | Pittsburgh | Capital One Arena 18 506 spectateurs |

| Feuille de match | Feuille de match                                                                | Feuille de match    | Feuille de match | Feuille de match                                                    |
| ---------------- | ------------------------------------------------------------------------------- | ------------------- | --- | ------------------------------------------------------------------- |
|                  | Kouznetsov (Ovetchkine, Wilson) — 17 s Ovetchkine (Wilson, Orlov) — 40 min 28 s | 1-0 2-0 2-1 2-2 2-3 | Hörnqvist (Schultz, Guentzel) — 42 min 59 s Crosby (Guentzel, Hörnqvist) — 45 min 20 s Guentzel (Crosby) — 47 min 48 s | Arbitrage : Brad Meier, Dan O'Halloran Michel Cormier, Brian Murphy |
| Holtby           | Gardiens                                                                        | Murray              | | Arbitrage : Brad Meier, Dan O'Halloran Michel Cormier, Brian Murphy |
| 4 min            | Pénalités                                                                       | 2 min               | | Arbitrage : Brad Meier, Dan O'Halloran Michel Cormier, Brian Murphy |
| 34               | Tirs                                                                            | 25                  | | Arbitrage : Brad Meier, Dan O'Halloran Michel Cormier, Brian Murphy |

| 29 avril | Washington | 4-1 (2-0, 1-1, 1-0) | Pittsburgh | Capital One Arena 18 506 spectateurs |

| Feuille de match | Feuille de match | Feuille de match    | Feuille de match                        | Feuille de match                                                |
| ---------------- | --- | ------------------- | --------------------------------------- | --------------------------------------------------------------- |
|                  | Ovetchkine — 1 min 26 s Vrána (Eller, Holtby) — 14 min 54 s (SN) Connolly (Eller) — 22 min 8 s Bäckström (Wilson, Eller) — 59 min 53 s (CV) | 1-0 2-0 3-0 3-1 4-1 | Letang (Schultz, Guentzel) — 33 min 4 s | Arbitrage : Chris Rooney, Gord Dwyer Derek Amell, Mark Shewchyk |
| Holtby           | Gardiens | Murray              |                                         | Arbitrage : Chris Rooney, Gord Dwyer Derek Amell, Mark Shewchyk |
| 10 min           | Pénalités | 10 min              |                                         | Arbitrage : Chris Rooney, Gord Dwyer Derek Amell, Mark Shewchyk |
| 32               | Tirs | 33                  |                                         | Arbitrage : Chris Rooney, Gord Dwyer Derek Amell, Mark Shewchyk |

| 1er mai | Pittsburgh | 3-4 (0-0, 3-2, 0-2) | Washington | PPG Paints Arena 18 634 spectateurs |

| Feuille de match | Feuille de match | Feuille de match            | Feuille de match | Feuille de match                                                          |
| ---------------- | --- | --------------------------- | --- | ------------------------------------------------------------------------- |
|                  | Guentzel (Schultz, Crosby) — 24 min 33 s Hörnqvist (Malkine, Kessel) — 26 min 49 s (SN) Crosby (Guentzel, Letang) — 36 min 27 s | 0-1 1-1 2-1 2-2 3-2 3-3 3-4 | Carlson (Bäckström, Ovetchkine) — 2 min 48 s (SN) Stephenson (Oshie, Bäckström) — 31 min 4 s Niskanen (Orlov, Wilson) — 45 min 6 s Ovetchkine (Bäckström) — 58 min 33 s | Arbitrage : Kevin Pollock, Francois StLaurent Greg Devorski, Ryan Gibbons |
| Murray           | Gardiens | Holtby                      | | Arbitrage : Kevin Pollock, Francois StLaurent Greg Devorski, Ryan Gibbons |
| 12 min           | Pénalités | 12 min                      | | Arbitrage : Kevin Pollock, Francois StLaurent Greg Devorski, Ryan Gibbons |
| 22               | Tirs | 22                          | | Arbitrage : Kevin Pollock, Francois StLaurent Greg Devorski, Ryan Gibbons |

| 3 mai | Pittsburgh | 3-1 (0-0, 2-1, 1-0) | Washington | PPG Paints Arena 18 650 spectateurs |

| Feuille de match | Feuille de match | Feuille de match | Feuille de match                                 | Feuille de match                                                        |
| ---------------- | --- | ---------------- | ------------------------------------------------ | ----------------------------------------------------------------------- |
|                  | Guentzel (Simon, Crosby) — 29 min 21 s Malkine (Hörnqvist, Kessel) — 37 min 31 s (SN) Guentzel (Crosby, Letang) — 59 min 2 s (SN + CV) | 1-0 1-1 2-1 3-1  | Oshie (Bäckström, Kouznetsov) — 32 min 55 s (SN) | Arbitrage : Francis Charron, Brad Watson David Brisebois, Brad Kovachik |
| Murray           | Gardiens | Holtby           |                                                  | Arbitrage : Francis Charron, Brad Watson David Brisebois, Brad Kovachik |
| 11 min           | Pénalités | 13 min           |                                                  | Arbitrage : Francis Charron, Brad Watson David Brisebois, Brad Kovachik |
| 24               | Tirs | 21               |                                                  | Arbitrage : Francis Charron, Brad Watson David Brisebois, Brad Kovachik |

| 5 mai | Washington | 6-3 (2-1, 0-2, 4-0) | Pittsburgh | Capital One Arena 18 506 spectateurs |

| Feuille de match | Feuille de match | Feuille de match                    | Feuille de match | Feuille de match                                                  |
| ---------------- | --- | ----------------------------------- | --- | ----------------------------------------------------------------- |
|                  | Carlson (Kouznetsov, Oshie) — 18 min 22 s (SN) Connolly (Vrána, Eller) — 18 min 55 s Kouznetsov (Vrána, Niskanen) — 40 min 52 s Vrána (Ovetchkine, Kouznetsov) — 55 min 22 s Oshie — 58 min 29 s (CV) Eller — 59 min 54 s (CV) | 0-1 1-1 2-1 2-2 2-3 3-3 4-3 5-3 6-3 | Oleksiak (Brassard, Schultz) — 2 min 23 s Crosby (Kessel, Schultz) — 24 min 43 s (SN) Hörnqvist (Malkine, Kessel) — 27 min 45 s (SN) | Arbitrage : Marc Joannette, Wes McCauley Devin Berg, Jonny Murray |
| Holtby           | Gardiens | Murray                              | | Arbitrage : Marc Joannette, Wes McCauley Devin Berg, Jonny Murray |
| 10 min           | Pénalités | 6 min                               | | Arbitrage : Marc Joannette, Wes McCauley Devin Berg, Jonny Murray |
| 32               | Tirs | 39                                  | | Arbitrage : Marc Joannette, Wes McCauley Devin Berg, Jonny Murray |

| 7 mai | Pittsburgh | 1-2 (pr) (0-0, 1-1, 0-0, 0-1) | Washington | PPG Paints Arena 18 621 spectateurs |

| Feuille de match | Feuille de match                        | Feuille de match | Feuille de match                                                                     | Feuille de match                                                          |
| ---------------- | --------------------------------------- | ---------------- | ------------------------------------------------------------------------------------ | ------------------------------------------------------------------------- |
|                  | Letang (Dumoulin, Crosby) — 31 min 52 s | 0-1 1-1 1-2      | Chiasson (Walker, Beagle) — 22 min 13 s Kouznetsov (Ovetchkine, Orlov) — 65 min 27 s | Arbitrage : Eric Furlatt, Kelly Sutherland Scott Cherrey, Matt MacPherson |
| Murray           | Gardiens                                | Holtby           |                                                                                      | Arbitrage : Eric Furlatt, Kelly Sutherland Scott Cherrey, Matt MacPherson |
| 2 min            | Pénalités                               | 2 min            |                                                                                      | Arbitrage : Eric Furlatt, Kelly Sutherland Scott Cherrey, Matt MacPherson |
| 22               | Tirs                                    | 30               |                                                                                      | Arbitrage : Eric Furlatt, Kelly Sutherland Scott Cherrey, Matt MacPherson |

### Finale d'association contre le Lightning de Tampa Bay
| 11 mai | Tampa Bay | 2-4 (0-2, 0-2, 2-0) | Washington | Amalie Arena 19 092 spectateurs |

| Feuille de match                            | Feuille de match                                                                              | Feuille de match        | Feuille de match | Feuille de match                                                       |
| ------------------------------------------- | --------------------------------------------------------------------------------------------- | ----------------------- | --- | ---------------------------------------------------------------------- |
|                                             | Stamkos (Nikita Koutcherov, Hedman) — 43 min 45 s (SN) Palát (Johnson, Strålman) — 53 min 3 s | 0-1 0-2 0-3 0-4 1-4 2-4 | Kempný (Kouznetsov, Carlson) — 7 min 28 s Ovetchkine (Kouznetsov, Oshie) — 19 min 54 s (SN) Beagle (Connolly, Orlov) — 22 min 40 s Eller (Oshie, Ovetchkine) — 26 min 4 s (SN) | Arbitrage : Wes McCauley, Marc Joannette Matt MacPherson, Jonny Murray |
| Vassilevski (40 min) Domingue (18 min 25 s) | Gardiens                                                                                      | Holtby                  | | Arbitrage : Wes McCauley, Marc Joannette Matt MacPherson, Jonny Murray |
| 8 min                                       | Pénalités                                                                                     | 6 min                   | | Arbitrage : Wes McCauley, Marc Joannette Matt MacPherson, Jonny Murray |
| 21                                          | Tirs                                                                                          | 32                      | | Arbitrage : Wes McCauley, Marc Joannette Matt MacPherson, Jonny Murray |

| 13 mai | Tampa Bay | 2-6 (2-1, 0-3, 0-2) | Washington | Amalie Arena 19 092 spectateurs |

| Feuille de match | Feuille de match                                                                        | Feuille de match                | Feuille de match | Feuille de match                                                   |
| ---------------- | --------------------------------------------------------------------------------------- | ------------------------------- | --- | ------------------------------------------------------------------ |
|                  | Point (Stamkos, Hedman) — 7 min 8 s (SN) Stamkos (Koutcherov, Point) — 10 min 22 s (SN) | 0-1 1-1 2-1 2-2 2-3 2-4 2-5 2-6 | Wilson (Niskanen, Kouznetsov) — 28 s Smith-Pelly (Chiasson, Carlson) — 22 min 50 s Eller (Vrána) — 38 min 58 s Kouznetsov (Ovetchkine, Eller) — 39 min 57 s (SN) Ovetchkine (Kouznetsov, Wilson) — 43 min 34 s Connolly (Eller, Carlson) — 52 min 57 s | Arbitrage : Brad Meier, Dan O'Halloran Greg Devorski, Ryan Gibbons |
| Vassilevski      | Gardiens                                                                                | Holtby                          | | Arbitrage : Brad Meier, Dan O'Halloran Greg Devorski, Ryan Gibbons |
| 12 min           | Pénalités                                                                               | 14 min                          | | Arbitrage : Brad Meier, Dan O'Halloran Greg Devorski, Ryan Gibbons |
| 35               | Tirs                                                                                    | 37                              | | Arbitrage : Brad Meier, Dan O'Halloran Greg Devorski, Ryan Gibbons |

| 15 mai | Washington | 2-4 (0-1, 1-3, 1-0) | Tampa Bay | Capital One Arena 18 506 spectateurs |

| Feuille de match | Feuille de match                                                                      | Feuille de match        | Feuille de match | Feuille de match                                                      |
| ---------------- | ------------------------------------------------------------------------------------- | ----------------------- | --- | --------------------------------------------------------------------- |
|                  | Connolly (Stephenson, Niskanen) — 30 min 31 s Kouznetsov (Oshie, Eller) — 56 min 58 s | 0-1 0-2 0-3 1-3 1-4 2-4 | Stamkos (Hedman, Point) — 13 min 53 s (SN) Koutcherov (Hedman, Stamkos) — 21 min 50 s (SN) Hedman (Koutcherov, Palát) — 23 min 37 s Point (Johnson, Coburn) — 36 min 3 s | Arbitrage : Kelly Sutherland, Eric Furlatt Derek Amell, Scott Cherrey |
| Holtby           | Gardiens                                                                              | Vassilevski             | | Arbitrage : Kelly Sutherland, Eric Furlatt Derek Amell, Scott Cherrey |
| 12 min           | Pénalités                                                                             | 8 min                   | | Arbitrage : Kelly Sutherland, Eric Furlatt Derek Amell, Scott Cherrey |
| 38               | Tirs                                                                                  | 23                      | | Arbitrage : Kelly Sutherland, Eric Furlatt Derek Amell, Scott Cherrey |

| 17 mai | Washington | 2-4 (1-2, 1-0, 0-2) | Tampa Bay | Capital One Arena 18 506 spectateurs |

| Feuille de match | Feuille de match                                                                   | Feuille de match        | Feuille de match | Feuille de match                                                  |
| ---------------- | ---------------------------------------------------------------------------------- | ----------------------- | --- | ----------------------------------------------------------------- |
|                  | Orlov (Oshie, Niskanen) — 4 min 28 s Kouznetsov (Ovetchkine, Wilson) — 25 min 18 s | 1-0 1-1 1-2 2-2 2-3 2-4 | Point (Gourde, Johnson) — 5 min 38 s Stamkos (Point, Miller) — 8 min 32 s (SN) Killorn (Palát, Sergatchiov) — 51 min 57 s Cirelli — 59 min 58 s (CV) | Arbitrage : Chris Rooney, Gord Dwyer Michel Cormier, Brian Murphy |
| Holtby           | Gardiens                                                                           | Vassilevski             | | Arbitrage : Chris Rooney, Gord Dwyer Michel Cormier, Brian Murphy |
| 4 min            | Pénalités                                                                          | 8 min                   | | Arbitrage : Chris Rooney, Gord Dwyer Michel Cormier, Brian Murphy |
| 38               | Tirs                                                                               | 20                      | | Arbitrage : Chris Rooney, Gord Dwyer Michel Cormier, Brian Murphy |

| 19 mai | Tampa Bay | 3-2 (2-0, 1-1, 0-1) | Washington | Amalie Arena 19 092 spectateurs |

| Feuille de match | Feuille de match                                                                                    | Feuille de match    | Feuille de match                                                                     | Feuille de match                                                       |
| ---------------- | --------------------------------------------------------------------------------------------------- | ------------------- | ------------------------------------------------------------------------------------ | ---------------------------------------------------------------------- |
|                  | Paquette (Callahan) — 19 s Palát (Koutcherov) — 9 min 4 s Callahan (Strålman, Kunitz) — 20 min 33 s | 1-0 2-0 3-0 3-1 3-2 | Kouznetsov (Niskanen, Oshie) — 44 min 21 s Ovetchkine (Carlson, Eller) — 58 min 24 s | Arbitrage : Marc Joannette, Wes McCauley Jonny Murray, Matt MacPherson |
| Vassilevski      | Gardiens                                                                                            | Holtby              |                                                                                      | Arbitrage : Marc Joannette, Wes McCauley Jonny Murray, Matt MacPherson |
| 0 min            | Pénalités                                                                                           | 2 min               |                                                                                      | Arbitrage : Marc Joannette, Wes McCauley Jonny Murray, Matt MacPherson |
| 22               | Tirs                                                                                                | 30                  |                                                                                      | Arbitrage : Marc Joannette, Wes McCauley Jonny Murray, Matt MacPherson |

| 21 mai | Washington | 3-0 (0-0, 1-0, 2-0) | Tampa Bay | Capital One Arena 18 506 spectateurs |

| Feuille de match | Feuille de match | Feuille de match | Feuille de match | Feuille de match                                                   |
| ---------------- | --- | ---------------- | ---------------- | ------------------------------------------------------------------ |
|                  | Oshie (Bäckström, Kouznetsov) — 35 min 12 s (SN) Smith-Pelly (Stephenson, Beagle) — 50 min 2 s Oshie (Bäckström) — 59 min 10 s (CV) | 1-0 2-0 3-0      |                  | Arbitrage : Brad Meier, Dan O'Halloran Ryan Gibbons, Greg Devorski |
| Holtby           | Gardiens | Vassilevski      |                  | Arbitrage : Brad Meier, Dan O'Halloran Ryan Gibbons, Greg Devorski |
| 9 min            | Pénalités | 7 min            |                  | Arbitrage : Brad Meier, Dan O'Halloran Ryan Gibbons, Greg Devorski |
| 34               | Tirs | 24               |                  | Arbitrage : Brad Meier, Dan O'Halloran Ryan Gibbons, Greg Devorski |

| 23 mai | Tampa Bay | 0-4 (0-1, 0-2, 0-1) | Washington | Amalie Arena 19 092 spectateurs |

| Feuille de match | Feuille de match | Feuille de match | Feuille de match | Feuille de match                                                     |
| ---------------- | ---------------- | ---------------- | --- | -------------------------------------------------------------------- |
|                  |                  | 0-1 0-2 0-3 0-4  | Ovetchkine (Kouznetsov, Wilson) — 1 min 2 s Burakovsky — 28 min 59 s Burakovsky (Carlson) — 36 min 31 s Bäckström — 56 min 17 s (CV) | Arbitrage : Wes McCauley, Kelly Sutherland Derek Amell, Jonny Murray |
| Holtby           | Gardiens         | Vassilevski      | | Arbitrage : Wes McCauley, Kelly Sutherland Derek Amell, Jonny Murray |
| 11 min           | Pénalités        | 9 min            | | Arbitrage : Wes McCauley, Kelly Sutherland Derek Amell, Jonny Murray |
| 29               | Tirs             | 23               | | Arbitrage : Wes McCauley, Kelly Sutherland Derek Amell, Jonny Murray |

### Finale de la Coupe Stanley contre les Golden Knights de Vegas
| 28 mai | Las Vegas | 6-4 (2-2, 1-1, 3-1) | Washington | T-Mobile Arena 18 575 spectateurs |

| Feuille de match | Feuille de match | Feuille de match                        | Feuille de match | Feuille de match                                                                                    |
| ---------------- | --- | --------------------------------------- | --- | --------------------------------------------------------------------------------------------------- |
|                  | Miller (Haula) — 7 min 15 s (SN) Karlsson (Smith, Engelland) — 18 min 19 s Smith (Engelland, Marchessault) — 23 min 21 s Reaves — 42 min 41 s Nosek (Theodore, Bellemare) — 49 min 44 s Nosek (Perron) — 59 min 57 s (CV) | 1-0 1-1 1-2 2-2 3-2 3-3 3-4 4-4 5-4 6-4 | Connolly (Kempný, Burakovsky) — 14 min 41 s Bäckström (Oshie, Vrána) — 15 min 23 s Carlson (Oshie, Bäckström) — 28 min 29 s Wilson (Ovetchkine, Kouznetsov) — 41 min 10 s | Arbitrage : Marc Joannette, Wes McCauley, Chris Rooney Matt MacPherson, Jonny Murray, Greg Devorski |
| Fleury           | Gardiens | Holtby                                  | | Arbitrage : Marc Joannette, Wes McCauley, Chris Rooney Matt MacPherson, Jonny Murray, Greg Devorski |
| 4 min            | Pénalités | 4 min                                   | | Arbitrage : Marc Joannette, Wes McCauley, Chris Rooney Matt MacPherson, Jonny Murray, Greg Devorski |
| 34               | Tirs | 28                                      | | Arbitrage : Marc Joannette, Wes McCauley, Chris Rooney Matt MacPherson, Jonny Murray, Greg Devorski |

| 30 mai | Las Vegas | 2-3 (1-1, 1-2, 0-0) | Washington | T-Mobile Arena 18 702 spectateurs |

| Feuille de match | Feuille de match                                                                | Feuille de match    | Feuille de match | Feuille de match                                                                                       |
| ---------------- | ------------------------------------------------------------------------------- | ------------------- | --- | --- |
|                  | Neal (Sbisa, Miller) — 7 min 58 s Theodore (Smith, Karlsson) — 37 min 47 s (SN) | 1-0 1-1 1-2 1-3 2-3 | Eller (Kempný, Burakovsky) — 17 min 27 s Ovetchkine (Eller, Bäckström) — 25 min 38 s (SN) Orpik (Eller, Burakovsky) — 29 min 41 s | Arbitrage : Chris Rooney, Kelly Sutherland, Marc Joannette Derek Amell, Greg Devorski, Matt MacPherson |
| Fleury           | Gardiens                                                                        | Holtby              | | Arbitrage : Chris Rooney, Kelly Sutherland, Marc Joannette Derek Amell, Greg Devorski, Matt MacPherson |
| 23 min           | Pénalités                                                                       | 14 min              | | Arbitrage : Chris Rooney, Kelly Sutherland, Marc Joannette Derek Amell, Greg Devorski, Matt MacPherson |
| 39               | Tirs                                                                            | 26                  | | Arbitrage : Chris Rooney, Kelly Sutherland, Marc Joannette Derek Amell, Greg Devorski, Matt MacPherson |

| 2 juin | Washington | 3-1 (0-0, 2-0, 1-1) | Las Vegas | Capital One Arena 18 506 spectateurs |

| Feuille de match | Feuille de match | Feuille de match | Feuille de match                | Feuille de match                                                       |
| ---------------- | --- | ---------------- | ------------------------------- | ---------------------------------------------------------------------- |
|                  | Ovetchkine (Carlson, Kouznetsov) — 21 min 10 s Kouznetsov (Beagle, Oshie) — 32 min 50 s Smith-Pelly (Beagle) — 53 min 53 s | 1-0 2-0 2-1 3-1  | Nosek (Bellemare) — 43 min 29 s | Arbitrage : Marc Joannette, Wes McCauley Jonny Murray, Matt MacPherson |
| Holtby           | Gardiens | Fleury           |                                 | Arbitrage : Marc Joannette, Wes McCauley Jonny Murray, Matt MacPherson |
| 4 min            | Pénalités | 8 min            |                                 | Arbitrage : Marc Joannette, Wes McCauley Jonny Murray, Matt MacPherson |
| 26               | Tirs | 22               |                                 | Arbitrage : Marc Joannette, Wes McCauley Jonny Murray, Matt MacPherson |

| 4 juin | Washington | 6-2 (3-0, 1-0, 2-2) | Las Vegas | Capital One Arena 18 506 spectateurs |

| Feuille de match | Feuille de match | Feuille de match                | Feuille de match                                                             | Feuille de match                                                       |
| ---------------- | --- | ------------------------------- | ---------------------------------------------------------------------------- | ---------------------------------------------------------------------- |
|                  | Oshie (Kouznetsov, Backstrom) — 9 min 54 s (SN) Wilson (Kouznetsov) — 16 min 26 s Smith-Pelly (Niskanen, Ovetchkine) — 19 min 39 s Carlson (Kouznetsov, Oshie) — 35 min 23 s (SN) Kempný (Backstrom, Oshie) — 53 min 39 s Connolly (Backstrom, Kouznetsov) — 58 min 51 s (SN) | 1-0 2-0 3-0 4-0 4-1 4-2 5-2 6-2 | Nael (Haula, Miller) — 45 min 43 s Smith (Marchessault, Sbisa) — 52 min 26 s | Arbitrage : Kelly Sutherland, Chris Rooney Greg Devorski, Derek Arnell |
| Holtby           | Gardiens | Fleury                          |                                                                              | Arbitrage : Kelly Sutherland, Chris Rooney Greg Devorski, Derek Arnell |
| 20 min           | Pénalités | 32 min                          |                                                                              | Arbitrage : Kelly Sutherland, Chris Rooney Greg Devorski, Derek Arnell |
| 30               | Tirs | 23                              |                                                                              | Arbitrage : Kelly Sutherland, Chris Rooney Greg Devorski, Derek Arnell |

| 7 juin | Las Vegas | 3-4 (0-0, 3-2, 0-2) | Washington | T-Mobile Arena 18 529 spectateurs |

| Feuille de match | Feuille de match | Feuille de match            | Feuille de match | Feuille de match                                                                                    |
| ---------------- | --- | --------------------------- | --- | --------------------------------------------------------------------------------------------------- |
|                  | Schmidt (Smith, Marchessault) — 29 min 40 s Perron (Tatar, Miller) — 32 min 56 s Smith (Tuch, Theodore) — 39 min 31 s (SN) | 0-1 1-1 1-2 2-2 3-2 3-3 3-4 | Vrána (Wilson, Kouznetsov) — 26 min 24 s Ovetchkine (Bäckström, Carlson) — 30 min 14 s (SN) Smith-Pelly (Orpik) — 49 min 52 s Eller (Connolly, Burakovsky) — 52 min 23 s | Arbitrage : Marc Joannette, Wes McCauley, Chris Rooney Jonny Murray, Matt MacPherson, Greg Devorski |
| Fleury           | Gardiens | Holtby                      | | Arbitrage : Marc Joannette, Wes McCauley, Chris Rooney Jonny Murray, Matt MacPherson, Greg Devorski |
| 12 min           | Pénalités | 8 min                       | | Arbitrage : Marc Joannette, Wes McCauley, Chris Rooney Jonny Murray, Matt MacPherson, Greg Devorski |
| 31               | Tirs | 33                          | | Arbitrage : Marc Joannette, Wes McCauley, Chris Rooney Jonny Murray, Matt MacPherson, Greg Devorski |

### Statistiques
| Nom                  | Poste         | PJ | B  | A  | Pts | Pun |
| -------------------- | ------------- | -- | -- | -- | --- | --- |
| Ievgueni Kouznetsov  | Centre        | 24 | 12 | 20 | 32  | 16  |
| Aleksandr Ovetchkine | Ailier gauche | 24 | 15 | 12 | 27  | 8   |
| Nicklas Bäckström    | Centre        | 20 | 5  | 18 | 23  | 6   |
| Timothy Oshie        | Ailier droit  | 24 | 8  | 13 | 21  | 31  |
| John Carlson         | Défenseur     | 24 | 5  | 15 | 20  | 8   |
| Lars Eller           | Centre        | 24 | 7  | 11 | 18  | 18  |
| Tom Wilson           | Ailier droit  | 21 | 5  | 10 | 15  | 31  |
| Brett Connolly       | Ailier droit  | 24 | 6  | 3  | 9   | 6   |
| Matt Niskanen        | Défenseur     | 24 | 1  | 8  | 9   | 8   |
| Devante Smith-Pelly  | Ailier droit  | 24 | 7  | 1  | 8   | 12  |
| Jakub Vrána          | Ailier gauche | 23 | 3  | 5  | 8   | 2   |
| Dmitri Orlov         | Défenseur     | 24 | 2  | 6  | 8   | 4   |
| Jay Beagle           | Centre        | 23 | 2  | 6  | 8   | 8   |
| Chandler Stephenson  | Centre        | 24 | 2  | 5  | 7   | 8   |
| André Burakovsky     | Ailier gauche | 13 | 2  | 4  | 6   | 4   |
| Michal Kempný        | Défenseur     | 24 | 2  | 3  | 5   | 10  |
| Brooks Orpik         | Défenseur     | 24 | 1  | 4  | 5   | 15  |
| Alex Chiasson        | Ailier droit  | 16 | 1  | 1  | 2   | 4   |
| Christian Djoos      | Défenseur     | 22 | 0  | 1  | 1   | 4   |
| Jakub Jeřábek        | Défenseur     | 2  | 0  | 1  | 1   | 2   |
| Nathan Walker        | Ailier gauche | 1  | 0  | 1  | 1   | 0   |
| Shane Gersich (en)   | Ailier gauche | 2  | 0  | 0  | 0   | 0   |
| Travis Boyd          | Centre        | 1  | 0  | 0  | 0   | 0   |

| Nom              | PJ | V  | D | Min   | BC | Moy  | %Arr | Bl |
| ---------------- | -- | -- | - | ----- | -- | ---- | ---- | -- |
| Braden Holtby    | 23 | 16 | 7 | 1 385 | 50 | 2,16 | 92,2 | 2  |
| Philipp Grubauer | 2  | 0  | 1 | 105   | 8  | 4,55 | 83,7 | 0  |

### Feuilles de match
Les feuilles de match sont issues du site officiel en français de la Ligue nationale de hockey : http://www.nhl.com
1. ↑  Washington-Columbus - 12/04/2018
2. ↑  Washington-Columbus - 15/04/2018
3. ↑  Columbus-Washington - 17/04/2018
4. ↑  Columbus-Washington - 19/04/2018
5. ↑  Washington-Columbus - 21/04/2018
6. ↑  Columbus-Washington - 23/04/2018
7. ↑  Washington-Pittsburgh - 26/04/2018
8. ↑  Washington-Pittsburgh - 29/04/2018
9. ↑  Pittsburgh-Washington - 01/05/2018
10. ↑  Pittsburgh-Washington - 03/05/2018
11. ↑  Washington-Pittsburgh - 05/05/2018
12. ↑  Pittsburgh-Washington - 07/05/2018
13. ↑  Tampa Bay-Washington - 11/05/18
14. ↑  Tampa Bay-Washington - 13/05/18
15. ↑  Washington-Tampa Bay - 15/05/18
16. ↑  Washington-Tampa Bay - 17/05/18
17. ↑  Tampa Bay-Washington - 19/05/18
18. ↑  Washington-Tampa Bay - 21/05/18
19. ↑  Tampa Bay-Washington - 23/05/18
20. ↑  Las Vegas-Washington - 28/05/2018
21. ↑  Las Vegas-Washington - 30/05/2018
22. ↑  Washington-Las Vegas - 02/06/2018
23. ↑  Washington-Las Vegas - 04/06/2018
24. ↑  Las Vegas-Washington - 07/06/2018